# Tendzsin
A Japán mitológiában és folklórban Tendzsin (天神) a tudás sintó istene, aki Szugavara no Micsizane tudós, költő és politikus istenítéséből jött létre. A Ten (天) az eget és a dzsin (神) az istent, istenséget jelenti. Tendzsin eredeti jelentése: égi istenség, csakúgy, mint Raidzsinnak, a villámok istenének.

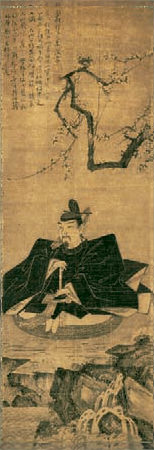
Tendzsin, Muromacsi-kor

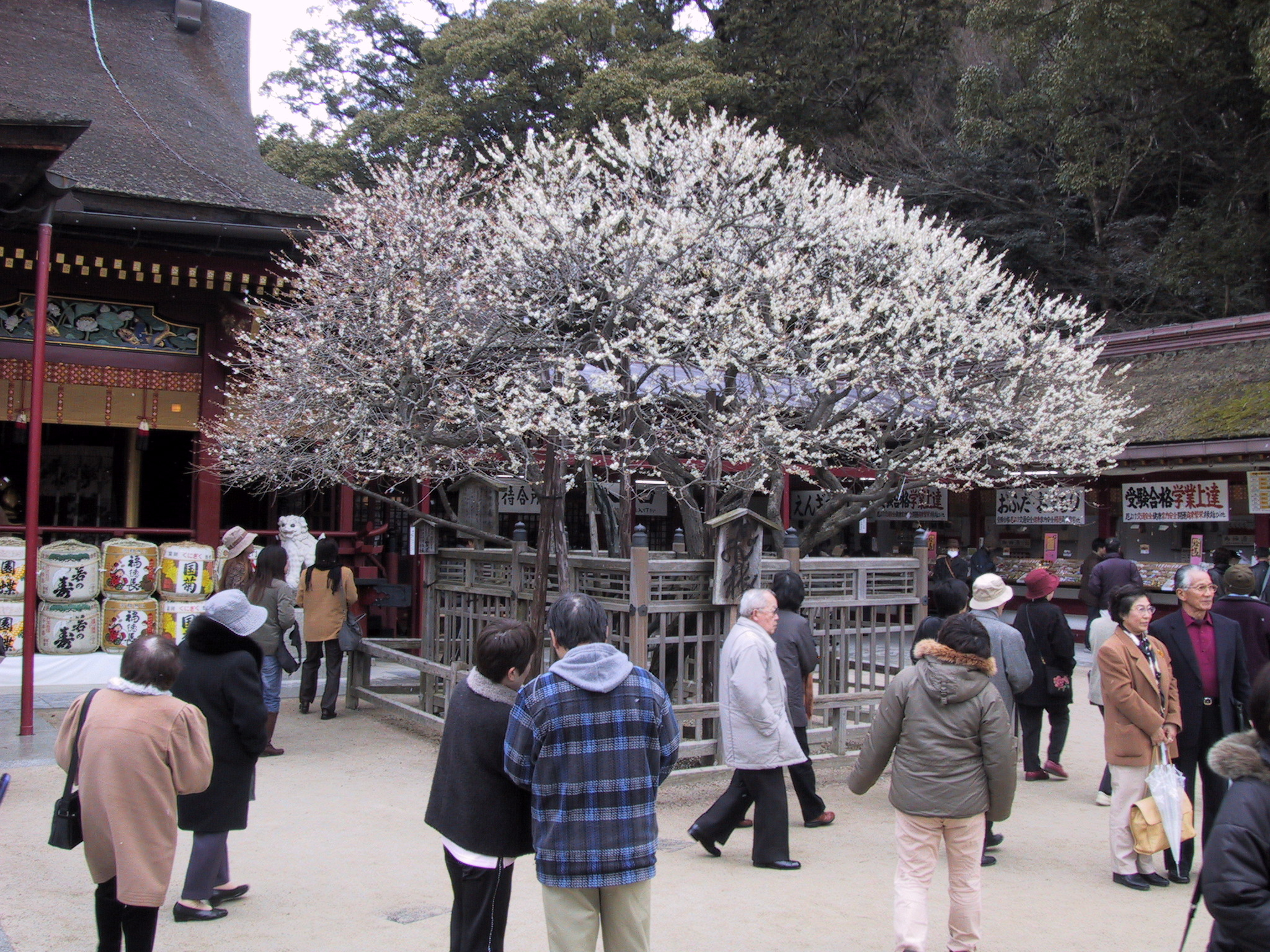
A legendás umefa a Dazaifu Tenman-gu szentélynél

## Szugavara no Micsizane
A Japán történelemben, Szugavara no Micsizane az ország kormányzásának élére tört a késő IX. században, de a X. század elején áldozatául esett a rivális Fudzsivara család egyik tagjának a ténykedéseinek. Emiatt lefokozták és száműzték Kjúsúra. 903-ban halt meg, száműzetésében. Rögtön ezután a fővárosra egy hatalmas vihar csapott le erős esőzéssel és villámlással, melyben sokan meghaltak a Fudzsivarák vezetői közül, miközben villámok okozta tűz és árvíz rombolta le a rezidenciáikat.
A császári udvar azt a következtetést vonta le, hogy a történteket Micsizane dühös szelleme okozta és, hogy megbékítsék, a császár visszaadta Micsizane tisztségét, elégette a hivatalos száműzetési parancsot és elrendelte, hogy a költőt Tendzsin neve alatt imádják. A szentélyét Kitanoban állították föl, és azonnal a hivatalos szentélyek legfelső rangjába sorolták, közvetlenül a kormányzat támogatásával.

## A tudósok pártfogójává való fejlődés
Az első pár században Tendzsint még a természeti csapások istenének tekintették, és azért imádkoztak hozzá, hogy ezzel kiengeszteljék és elkerüljék a csapásait. Mindezek ellenére Micsizane híres költő és tudós volt életében, egyike a Heian-kor legjobbjainak, emiatt az Edo-korban a tudósok és tanítók a tudományok pártfogójaként kezdtek tekinteni rá. Napjainkban már ez a nézet a meghatározó, kiszorítva ezzel a korábbi hiedelmeket.
Tendzsin befolyását manapság főként a vizsgák sikeres teljesítésének hiszik, ezért sok diák imádkozik a szüleivel Tendzsin szentélyénél egy fontos felvételi vizsga előtt, és tér vissza később, hogy hálát adjon a sikerért.

## Egyéb, Tendzsinre vonatkozó dolgok
Micsizane nagy megszállottja volt a japán umefáknak, és írt is egy híres verset száműzetése alatt, melyben panaszkodott egyik nagyra becsült fájának hiányáról, amely a fővárosban volt található. A legendák szerint a fa elszállt Kiotóból Dazaifube, hogy vele lehessen. Ez a fa még mindig látható a szentélyénél. Ennek köszönhetően a Tendzsinnek épített szentélyeknél gyakran ültetnek több ilyen umefát. Szerencsés egybeesésnek tekinthető, hogy ezek a fák februárban virágoznak, abban az időszakban, amikor a vizsgaeredményeket kihirdetik, ezért elég elterjedt, hogy kisebb fesztiválokat tartsanak Tendzsin szentélyeinél az évnek ebben a szakaszában.
Tendzsint jelképes állata a bika, mert a legendák szerint Micsizane temetése során a bika, amely az ő maradványait tartalmazó kocsit húzta egy bizonyos pontnál megállt, és nem volt hajlandó tovább menni. Erre a helyre építették fel később Tendzsin szentélyét.

## Szentélyei
Tendzsin fő szentélyei a Kiotóban található Kitano Tenman-gu és a Fukuókában található Dazaifu Tenman-gu, ezeket egészíti ki a Kamakurában található Egara Tendzsin Szentély, de ezeken kívül még több másik szentély is van neki szentelve szerte Japánban. Ezeket a szentélyeket összesítve Tenman-gunak (天満宮) hívják. A három fő szentélyt együttesen a Három Nagy Tendzsin Szentélynek hívják.

## Fordítás
Ez a szócikk részben vagy egészben a Tenjin (kami) című angol Wikipédia-szócikk ezen változatának fordításán alapul.  Az eredeti cikk szerkesztőit annak laptörténete sorolja fel. Ez a jelzés csupán a megfogalmazás eredetét és a szerzői jogokat jelzi, nem szolgál a cikkben szereplő információk forrásmegjelöléseként.